# Terra Networks
Terra Networks, S.A. est une firme espagnole de services Internet fondée en 1999. Son siège est situé à Madrid, en Espagne, avec des bureaux au Brésil, au Chili, en Colombie, au Mexique, aux États-Unis, et au Pérou. Elle a été rachetée par l'espagnol Telefónica en 2005.
Ses services visent les consommateurs hispanophones en Espagne, aux États-Unis, et dans dix-sept pays d'Amérique latine.
Terra comptait deux millions d'abonnés à ses services de FAI[Quand ?], principalement en Espagne, au Brésil et au Chili. Elle gère aussi des portails Web qui servent des audiences dans environ trente pays, son portail Terra.com accueille environ 100 millions de visiteurs uniques par mois.